# Svartprickig gulstekelfluga
Svartprickig gulstekelfluga (Dalmannia punctata) är en tvåvingeart som först beskrevs av Fabricius 1794.  Svartprickig gulstekelfluga ingår i släktet Dalmannia och familjen stekelflugor. Enligt den svenska rödlistan är arten akut hotad i Sverige. Arten förekommer på Öland. Arten har tidigare förekommit i Götaland och Svealand men är numera lokalt utdöd. Artens livsmiljö är jordbrukslandskap. Inga underarter finns listade i Catalogue of Life.